# Love Is the Seventh Wave
Love Is the Seventh Wave is een nummer van de Britse muzikant Sting. Het is de tweede single van zijn eerste soloalbum The Dream of the Blue Turtles uit 1985. In augustus dat jaar werd het nummer wereldwijd op single uitgebracht. Het nummer beschrijft hoe liefde de zevende golf is, of de sterkste golf in een serie golven, die alle problemen tenietdoet.

## Achtergrond
De plaat werd in veel landen een radiohit, maar had in Sting's thuisland het Verenigd Koninkrijk niet veel succes; er werd slechts een 41e positie bereikt in de UK Singles Chart. In Ierland werd de 25e positie bereikt, in de Verenigde Staten en Nieuw-Zeeland de 17e en in Canada de 38e positie.
In Nederland was de plaat op zondag 25 augustus 1985 de 86e Speciale Aanbieding bij de KRO op Hilversum 3 en werd wél een hit in de destijds drie landelijke hitlijsten op de nationale publieke popzender. De plaat bereikte de 7e positie in de Nederlandse Top 40, de 10e positie in de Nationale Hitparade en de 8e positie in de TROS Top 50. In de Europese hitlijst op Hilversum 3, de TROS Europarade, werd géén notering behaald.
In België bereikte de plaat de 19e positie in de voorloper van de Vlaamse Ultratop 50 en de 20e positie in de Vlaamse Radio 2 Top 30. In Wallonië werd géén notering behaald.